# Argidia
Argidia is een geslacht van vlinders van de familie spinneruilen (Erebidae), uit de onderfamilie Catocalinae.

## Soorten
- A. alonia Schaus, 1940
- A. azania Schaus, 1940
- A. calus Guenée, 1852
- A. discios Hampson, 1926
- A. hypopyra Hampson, 1926
- A. hypoxantha Hampson, 1926
- A. palmipes Guenée, 1852
- A. penicillata Möschler, 1866
- A. subapicata Schaus, 1901
- A. subrubra Felder, 1874
- A. subvelata Walker, 1865
- A. suprema Schaus, 1912
- A. tarchon Cramer, 1777
- A. tomyris Cramer, 1779